# Полет 502 на „Луфтханза“
Полет 502 на „Луфтханза“ e редовен международен пътнически полет от Хамбург, Германия, до Буенос Айрес, Аржентина, с планирани междинни кацания във Франкфурт (Германия), Париж, (Франция), Лисабон, (Португалия), Дакар, (Сенегал), и Рио де Жанейро, (Бразилия), управляван от „Луфтханза“. На 11 януари 1959 г. самолетът „Локхийд L-1049 Супер Констелейшън“, който изпълнява полета, се разбива близо до плажа „Флешейрас“, докато приближава към международното летище „Рио де Жанейро-Галеао“. В инцидента загиват всички 29 пътници и 7 от 9 членове на екипажа. Това е първата фатална катастрофа за „Луфтханза“.
Разследването на произшествието не успява да определи причината за катастрофата, но счита, че най-вероятната причина за инцидента е грешка на пилота, в резултат на което самолетът пада под минималната височина, необходима за заход. Според бразилските полетни разпоредби екипажът надвишава ограниченията за полетно време, но не и според германските правила. Умората на екипажа също е определена като допринасящ фактор.